# 엔드 오브 어 건
엔드 오브 어 건(End of a Gun)은 미국에서 제작된 키오니 왁스먼 감독의 2016년 액션, 범죄, 스릴러 영화이다. 스티븐 시걸 등이 주연으로 출연하였다.

## 출연

### 주연
- 스티븐 시걸
- 조나단 로젠탈
- 플로린 피에식 주니어

### 조연
- 알렉상드르 구엔
- 조지 리미스
- 라두 안드레이 미쿠

## 제작진
- 총괄프로듀서: 키오니 왁스먼